# محمد عواد الزيود
محمد عواد الزيود (1 يناير 1956 - 10 أغسطس 2018) هو أمين عام حزب حزب جبهة العمل الإسلامي، وهو أكبر الأحزاب الأردنية وأكثرها قوة وتأثيراً وعدداً من حيث الأعضاء كما أورد مركز العربية للدراسات. وعضو مجلس شورى جماعة الإخوان المسلمين سابقا. ينتمي إلى قبيلة بني حسن.
تبوء منصب أمين الحزب العام في ظروف استثنائية فيما يخص علاقة الحزب بالدولة الأردنية؛ حيث يَعتبره البعض أنه استطاع تجسير الهوة بين الحزب والدولة، إضافةً إلى كسره لمحاولة عزل الحزب داخلياً وخارجياً، الشيء الذي تجلى في التحالف الوطني للإصلاح والذي تولدت عنه كتلة الإصلاح في مجلس النواب الأردني الثامن عشر.

## الميلاد
ولد في محافظة الزرقاء في الأردن؛ في بلدة غريسا في وسط المملكة عام 1956 م.

## المؤهلات العلمية
حاصل على دبلوم المعهد الفني الهندسي من كلية البولتكنيك عام 1977 م.

## الخبرات العملية
- معلم في وزارة التربية والتعليم.
- موظف في الشركة العربية لصناعة الإسمنت الأبيض.
- متقاعد من العمل في مطلع عام 2009 م.[5]

## النشاطات
محمد عواد الزيود يشارك في عضوية الكثير من مؤسسات المجتمع المدني، من جمعيات ونقابات وأحزاب، أبرزها:
- مؤسس المركز الدائم لتحفيظ القرآن الكريم.
- مؤسس لجنة زكاة وصدقات بلدة الهاشمية.
- عضو الهيئة الإدارية لنقابة العاملين في البناء في الأردن.
- عضو المكتب التنفيذي لاتحاد عمال البناء العرب سابقا.
- أمين سر نقابة الإسمنت الأبيض لعدة دورات.
- عضو مجلس بلدية الهاشمية/ محافظة الزرقاء.
- رئيس جمعية بني حسن الإسلامية الخيرية لعدة دورات.
- أمين سر جمعية المركز الإسلامي/الزرقاء لعدة دورات.
- رئيس فرع حزب جبهة العمل الإسلامي في الزرقاء.
- عضو مجلس شورى حزب جبهة العمل الإسلامي لعدة دورات.
- عضو مجلس شورى جماعة الإخوان المسلمين سابقا.
- نائب شعبة الإخوان المسلمين في الزرقاء لعدة دورات.
- عضو المكتب التنفيذي لحزب جبهة العمل الإسلامي.
- نائب الأمين العام للحزب للأعوام (2011- 2014).
- الأمين العام (السابع) الحزب من عام 2014 وحتى كتابة هذه السطور في 11-2015.[5]

## الوفاة
توفي في 10 آب 2018 بعد صراع مع المرض.

## وصلات خارجية
- محمد الزيود أمين عام «العمل الإسلامي» بالتزكية
- محاضرة لمحمد عواد الزيود أمين عام حزب جبهة العمل الإسلامي